# Ambience (Schiff)
Die Ambience ist ein Kreuzfahrtschiff der britischen Reederei Ambassador Cruise Line. Sie ist eines von zwei baugleichen Schiffen, die in den 1980er Jahren durch Sitmar Cruises bestellt, aber durch die britische P&O übernommen und ab 1991 bei deren Tochter Princess Cruises in Dienst gestellt wurden. Das Schwesterschiff war die Crown Princess, welche bereits ein Jahr zuvor in Dienst gestellt worden war.
Etwa fünf Jahre nachdem das Kreuzfahrtgeschäft der P&O in die britisch-amerikanische Carnival Corporation & plc verschmolzen war, wechselte die Regal Princess im Jahr 2007 innerhalb des Konzerns zur P&O Cruises Australia, um dort als Pacific Dawn eingesetzt zu werden. Im Jahr 2019 verkaufte Carnival das Schiff an eine Gruppierung, die das Schiff unter dem Namen Satoshi als „staatsfreie Insel“ einsetzen wollten. Sowohl diese Pläne als auch der Verkauf zur Verschrottung in Indien scheiterten jedoch an rechtlichen Hindernissen, weshalb die Satoshi 2021 an Ambassador Cruise Line verkauft, in Ambience umbenannt und im Folgejahr als erstes Schiff der Reederei in Dienst gestellt wurde.

## Geschichte

### Vorgeschichte
Ab 1984 verhandelte Sitmar Cruises (Società Italiana Trasporti Marittimi), ein Unternehmen der russischstämmigen Reeder-Familie Vlasov unter Boris Vlasov, mit der staatlichen italienischen Werft Fincantieri Cantieri Navali Italiani S.p.A. über den Bau zwei neuer Kreuzfahrtschiffe. Fincantieri war zwar mit acht Werften damals schon eines der bedeutendsten Schiffbauunternehmen in Europa, betrachtete die Pläne aber als große Chance und Herausforderung, nachdem seit der Eugenio C. für Costa Crociere im Jahr 1966 kein Passagierschiff mehr in Italien gebaut worden war. Sitmar Cruises setzte bis dahin vorwiegend umgebaute Frachtschiffe für Kreuzfahrten ein und fürchtete, im einsetzenden Wettrüsten der amerikanischen Wettbewerber Carnival Corporation und Royal Caribbean Cruise Line mit ihren speziell auf den boomenden Kreuzfahrtmarkt ausgerichteten und immer größeren Neubauten ins Hintertreffen zu geraten. Als sich die Verhandlungen durch Forderungen der Italienischen Regierung länger hinzogen, wurde die französische Werft Chantiers de l’Atlantique in Saint-Nazaire mit dem Bau der Sitmar FairMajesty für 153 Mio. US-Dollar bis Ende 1988 beauftragt. Für ein zweites Schiff vereinbarte man eine Option bis Ende 1986.
Die italienische Regierung zeigte sich schockiert und wechselte die Taktik. Sie bot Sitmar für weitere Schiffe nun Sonderkonditionen an und brachte das Unternehmen tatsächlich so weit, die Option für den Bau des zweiten Schiffs in Frankreich fallen zu lassen und einen Vertrag über gleich zwei baugleiche Kreuzfahrtschiffe der „vierten Generation“ mit 70.000 BRT zu je 280 Mio. US-Dollar mit Fincantieri abzuschließen.

### Planung und Bau
Die Schiffe sollten ein ganz besonders italienisches Aussehen erhalten. Für dessen Gestaltung ließ sich der Architekt Renzo Piano gewinnen, der mit seinen Entwürfen zum Bau des Pariser Centre Georges Pompidou bereits weltweit Berühmtheit erlangt hatte. Der spätere Ministerpräsident Italiens Romano Prodi hatte ihn in seiner Funktion als President der staatlichen Holding Istituto per la Ricostruzione Industriale (IRI) angesprochen, zu der die Werft Fincantieri damals gehörte. Pianos Entwürfen verdankt das Schiff die geschwungenen Formen und den abgerundeten Aufbau oberhalb der Brücke, der dem Kopf eines schwimmenden Delphins nachempfunden wurde. Die Originalpläne sollen angeblich noch weitaus futuristischer gewesen sein, wurden aus Kostengründen aber zurückgewiesen und nochmal überarbeitet.
Für das Eigentum an den neuen Schiffen gründete Boris Vlasov unter dem Namen Astramar eine neue Tochtergesellschaft mit Sitz in Palermo. Sitmar Cruises sollte nach Fertigstellung der Schiffe zum Leasingnehmer werden. Er wollte für den Bauauftrag Steuervorteile als italienische Reederei geltend machen und der Kritik begegnen, die mehrere EU-Länder schon über längere Zeit zur Staatszugehörigkeit seines Unternehmens geäußert hatten. Obwohl er den Unternehmenssitz eigentlich schon kurz nach dem Tod seines Vaters, des Unternehmensgründers Alexander Vlasov im Jahr 1961 nach Monaco verlegt hatte, gab sich die Reederei weiterhin offiziell italienisch.
Im Jahr 1987 verstarb Boris Vlasov jedoch ganz unerwartet und das Unternehmen geriet in Schwierigkeiten. Da erkannte die britische Reederei P&O ihre Chance. Für sie wäre der Vorsprung der Konkurrenz beim Ausbau der Kreuzfahrtflotte – wenn überhaupt – erst mit einigen Jahren Verspätung aufzuholen gewesen. Sie zog daher bereits eine Fusion der eigenen Kreuzfahrtsparte mit einem anderen Unternehmen in Betracht. Im Juli 1988 gelang es dem P&O-Vorstandsvorsitzenden Lord Sterling, für 210 Mio. US-Dollar der Erbengemeinschaft der Vlasow-Reederei die Kreuzfahrtsparte und damit auch die bei Fincantieri als Hull-Nr. 5839 und 5840 schon im Bau befindlichen Schiffe abzukaufen.

### Indienststellung
Das zweite Schiff mit Baunummer 5840, die spätere Pacific Dawn, wurde 1991 fertiggestellt und am 20. Juli übergeben.
Für die ersten zwei Jahre blieb das Schiff zunächst, so wie von Boris Vlasov geplant und vertraglich festgelegt, im Eigentum der italienischen Astramar. Diese, inzwischen unter Leitung der P&O, überließ das Schiff als Regal Princess der amerikanische P&O-Tochter Princess Cruises. Registriert wurde das Schiff in Liberia und nach seiner offiziellen Taufe am 8. August 1991 in New York durch die ehemalige britische Premierministerin Margaret Thatcher unmittelbar für dieselbe Route von Fort Lauderdale in die Karibik in Dienst gestellt, auf der in den Wintermonaten unter dem Namen Crown Princess auch schon das ein Jahr zuvor fertiggestellte Schwesterschiff im Einsatz war.

### Einsatz

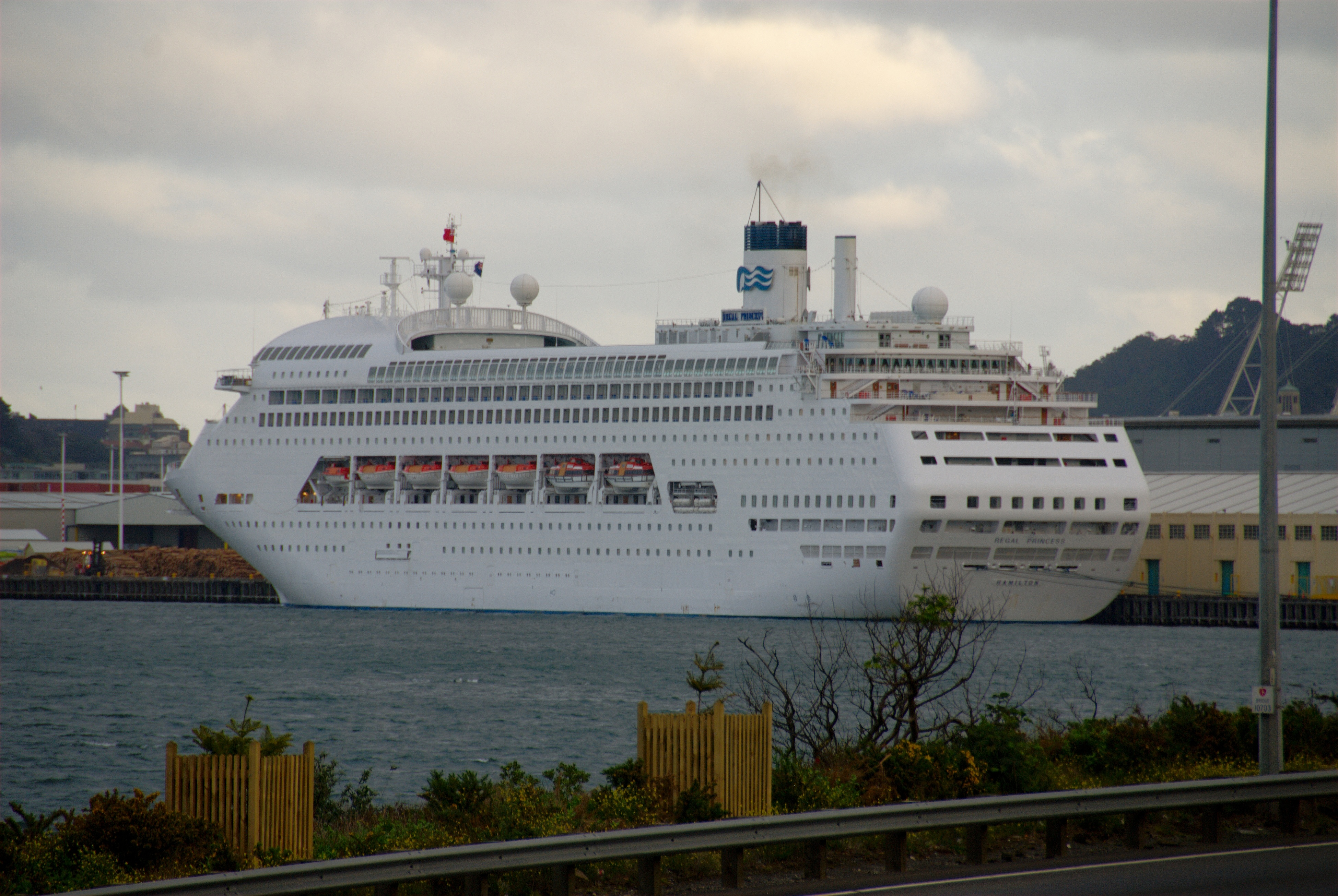
Als Regal Princess im Hafen von Wellington, September 2007

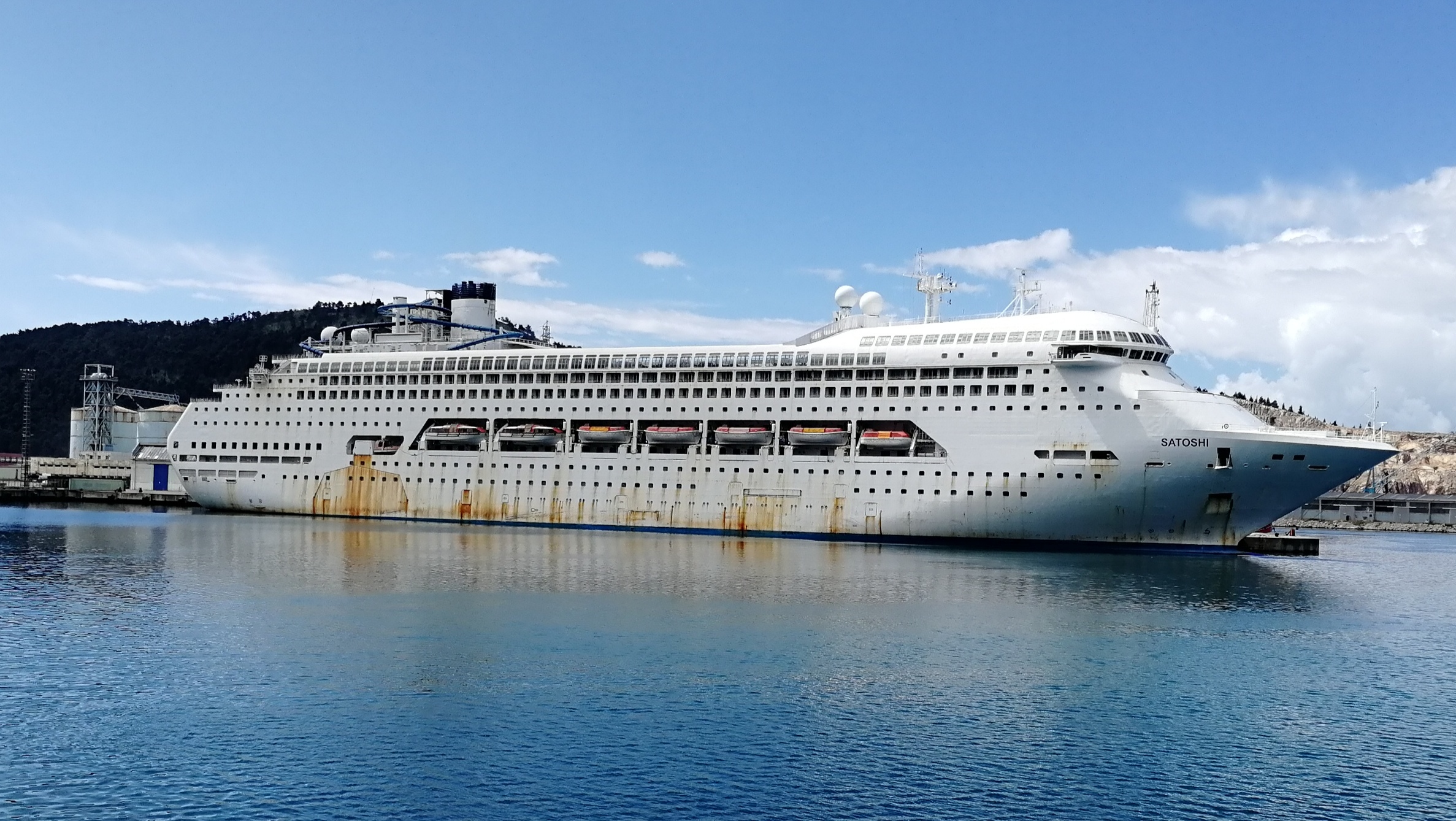
Als Satoshi in Montenegro

Im Jahr 1992 übernahm Princess Cruises schließlich das Eigentum am Schiff. Als Flagge blieb es zunächst bei Liberia, im Jahr 2000 registrierte Princess Cruises das Schiff dann auf den Bermudas. Zwischen Mai und September wurden ab Vancouver einwöchige Kreuzfahrten nach Alaska angeboten, gefolgt von einer Fahrt ab Los Angeles zu zahlreichen Inseln im Südpazifik.
Während der Alaskasaison 1998 erkrankten an Bord eine größere Zahl der Passagiere an einer Virusinfektion. Nach Fehlschlag aller Versuche, weitere Ansteckungen mit dieser für einige der Passagiere recht ernsthaft verlaufenden Erkrankung noch während des laufenden Betriebs in den Griff zu bekommen, zog man das Schiff ab dem 5. Juli 1998 für eine Woche aus dem Verkehr. Bettzeug, Handtücher und alle Oberflächen, mit denen die Patienten in Kontakt gekommen sein konnten, wurden mit einer Chlorlösung und durch Bestrahlung mit ultraviolettem Licht desinfiziert.
Im November 2000 lief das Schiff erstmals im Hafen von Sydney ein und startete eine Serie mehrwöchiger Rundfahrten über verschiedene Stationen in Neuseeland nach Auckland, bevor es ab März von Sydney wieder in seinen jährlichen Einsatz nach Alaska zurückkehrte. Auf der Rückfahrt setzte das Schiff jedoch nach Zwischenhalt in Cairns am 16. März 2001 steuerbordseitig auf einer Sandbank auf. Nach nur wenigen Stunden konnte die Fahrt nach Darwin fortgesetzt werden, wo aber nur ein geringfügiger Schaden am Wulstbug festgestellt wurde, der beim Aufsetzen auf die Sandbank, ebenso gut aber auch schon vorher bei einer der Karibikfahrten entstanden sein konnte. Weitere Untersuchungen des Vorfalls ergaben, dass der Kanal vor Cairns für ein Schiff in der Größe der Regal Princess zu klein und die Hafenzufahrt wohl aus kommerziellen Interessen mit zu wenig Sicherheitsabstand genehmigt worden war. Andererseits aber auch, dass die Brücke nicht optimal besetzt und die Ruderanlage des Schiffs unter bestimmten Bedingungen aus baulichen Gründen schwer kontrollierbar sei.
Im Herbst 2003 breitete sich gegen Ende der Fahrt von Europa über den Atlantik und zurück in ihr vorheriges Einsatzgebiet, erneut eine Virusinfektion an Bord aus. Diesmal mit dem Norwalk-Virus, einem Humanen Norovirus. Zwei Offiziere des amerikanischen Centers for Disease Control and Prevention und ein Desinfektionsteam wurden eingeflogen. Der Verdacht einer Ansteckung bestand bereits bei 217 Passagieren und Crewmitgliedern, als die Besatzung Anweisung erhielt, weitere Zwischenstopps in Grönland und Neufundland abzusagen und direkt den Hafen von New York anzulaufen. Erkrankte Passagiere wurden gebeten, in ihren Kabinen zu bleiben und etwa 48 Stunden abzuwarten, nach denen in der Regel die Symptome nachlassen. Sie erhielten solange Zimmerservice. Bei der Ankunft litten nur noch vier Personen am Virus und Reinigungskräfte und Desinfektionsteams bereiteten das Schiff mit Hochdruck für seine nächste Fahrt vor, die schon am 4. September, also zwei Tage später beginnen sollte.
Nachdem es schon für abgemacht gehalten worden war, dass die Regal Princess der Versetzung ihrer Schwester Crown Princess zur Marke A'Rosa auf den deutschsprachigen Markt folgen würde, wurde nicht nur diese Marke verkauft, sondern es kam auch generell zu weitreichenden Veränderungen im Unternehmen. Die zuvor bereits aus der Muttergesellschaft P&O ausgegründete P&O Princess Cruises bildete noch im Jahr 2003 mit der amerikanischen Carnival Corporation den heutigen Weltmarktführer Carnival Corporation & plc. Auch eine für das Jahr 2006 angedachte Verstärkung des Schwesterschiffs bei Ocean Village wurde nicht mehr umgesetzt, Kreuzfahrten für diese Marke im Jahr 2010 schließlich sogar ganz eingestellt.
Die Regal Princess blieb noch bis 2007 bei Princess Cruises. Dann fiel schließlich die Entscheidung, das Schiff zum Ende der Saison 2007 zur wachsenden Marke P&O Cruises Australia zu verlegen. Noch vor der Übergabe lief das Schiff bei Huatulco, Mexiko auf Grund. Das Schiff konnte sich wieder befreien und mit langsamer Fahrt den Hafen von Acapulco erreichen. Die zwei folgenden Fahrten wurden jedoch gestrichen, um notwendige Reparaturen durchzuführen.
Im November 2007 wurde das Schiff in Sydney für seine neue Aufgabe in Empfang genommen und von der australischen Sportlerin und Gewinnerin der olympischen Goldmedaille im 400-m-Lauf Cathy Freeman auf den Namen Pacific Dawn getauft. Unter diesem Namen wurde es seitdem auf Fahrten in den Südpazifik und nach Südostasien eingesetzt.
Im April 2018 fiel eine 47-jährige Touristin über Bord, als sich das Schiff auf hoher See befand. Trotz sofort eingeleiteter Suche verlief diese erfolglos und wurde nach vielen Stunden eingestellt.
2019 gab Cruise & Maritime Voyages den Erwerb der Pacific Dawn mit geplanter Übergabe im März 2021 bekannt. Sie sollte den Namen Amy Johnson erhalten. Im Juli 2020 ging Cruise & Maritime Voyages im Zuge der COVID-19-Pandemie jedoch in Insolvenz. Daraufhin verkaufte der bisherige Eigentümer, die Carnival Corporation, Mutterkonzern von P&O Cruises Australia, das Schiff an Ocean Builders, eine Firma betrieben von einer Gruppe Libertärer mit engen Beziehungen zum Seasteading, welche das Schiff als „staatsfreie Insel“ im Golf von Panama einsetzen wollte. Man bezahlte für das Schiff, das in Nicht-Krisenzeiten geschätzte US$ 100 Millionen wert gewesen wäre, neun Millionen Dollar. Die Pacific Dawn wurde im November 2020 in Piräus übergeben und in Satoshi, nach Satoshi Nakamoto, dem Pseudonym des Erfinders der Kryptowährung Bitcoin, benannt. Die neuen Besitzer, generell regelungsfeindlich eingestellt, hatten übersehen, dass die Zertifizierung gleichzeitig ablief, so dass diese bei einem Aufenthalt im Dock von Gibraltar nachgeholt werden musste. Das Kaufobjekt kam mit 5000 Flaschen Alkoholika an Bord, die kostenfrei an die vierzig Mann starke Überführungscrew abgegeben wurden.
Ocean Builders konnte jedoch keinen Vertrag zur Versicherung des Schiffes erhalten, zudem hatten die neuen Besitzer übersehen, dass für das Projekt Verklappungsregeln einzuhalten wären. Noch während der Überfahrt nach Panama wurde die Satoshi deshalb im Dezember zur Verschrottung in Indien verkauft. Auch hier hatte man die Gesetzeslage übersehen, da nach dem Basler Übereinkommen ein solcher Verlauf nicht zulässig ist. Ab März 2021 war das Schiff in Bar (Montenegro) aufgelegt. Bevor es in Indien eintraf, wurde es jedoch für 12,5 Millionen US-Dollar durch Ambassador Cruise Line, betrieben vom ehemaligen Management von Cruise & Maritime Voyages, angekauft. Ab dem 14. Oktober 2021 wurde es bei Viktor Lenac Shipyard in Rijeka zur Ambience umgebaut. 2022 wurde das Schiff in Ambience umbenannt. Nach Abschluss des Umbaus wurde die Ambience am 19. April 2022 in Tilbury durch Sally Gunnell getauft und ging als erstes Schiff der neuen Reederei in Dienst.